# Бердівщина
Бердівщина (хутір Бердовський) — колишнє село Яблунівської сільради Прилуцького району.

## Короткі відомості
Назва походить від слова «бердо» (деталь ткацького верстата, частина ляди).
Розташовувалося біля старого шляху з Білошапок до Яблунівки (за 5 км від Білошапок).
Засновано у другій половині 18 століття Григорієм Андрійовичем Горленком. Вперше згадується 1787 року під назвою хутір Бердовський — Горленку в ньому належало 16 душ чоловічої статі селян. 1803 власником хутора Бердовського був син Григорія підкоморій Прилуцького повіту Петро Горленко; в хуторі налічувалося 58 душ селян, приписаних до парафії Троїцької церкви села Яблунівки. У другій половині 19 століття хутір звався Бердівщина, входив до Яблунівської волості 2-го стану. 1910 року нараховувалося 28 господарств, 169 жителів, 139 десятин придатної землі.
Найдавніше знаходження на мапах 1826—1840 рік як Бердовський
У 1862 році на хуторі володарському Бердівщина було 10 дворів де жило 74 особи
У 1911 році на хуторі Бердівщина жило 164 особи
У 1923—1930 роках підпорядковувалося Білошапківській сільраді. 1925 року було 36 дворів, 157 жителів; в 1930-му — 38 дворів, 185 жителів.
Під час Голодомору 1932—1933 років померло не менше 6 людей.
На фронтах Другої світової війни загинуло 16 воїнів — уродженців Бердівщини.
1958-го хутір Бердівщина став селом. Станом на 1970-ті роки входило до складу Яблунівської сільської ради Прилуцького району.
1973 року знято з обліку у зв'язку з переселенням мешканців в село Яблунівку.
Входило до складу Полкової сотні Прилуцького полку, Пирятинського повіту (до 1923), Яблунівського району Прилуцького округу (1923—1930), Прилуцького району (до 1973).